# 疲倦 (小说)
《疲倦》是挪威作家约恩·福瑟的一部作品，2014年初版。小说三部曲《无眠》、《乌拉夫的梦》、《疲倦》为作者赢得了2015年北欧理事会文学奖。

## 情节
故事以爱丽丝的回忆开始，她自己已经老了，她的母亲是阿莉达。爱丽丝有一个夭折的小妹妹，而她同父异母的大哥哥西格瓦尔会拉小提琴，有一天出走不知所踪。她父亲叫奥斯莱克，整个港湾都是他的财产，他曾见证阿斯勒的行刑。阿斯勒死后，阿莉达遇到了奥斯莱克——一个比她年纪大很多的老乡。他请阿莉达大吃大喝了一顿，并邀请她上了他的船，并让她在船快靠岸时掌舵。在码头的时候，阿莉达曾捡到一个漂亮的手镯——她认为这一定是阿斯勒送她的——而奥斯莱克说，那个曾经勾引阿斯勒的姑娘曾经来找他，镯子是她遗落的。奥斯莱克邀请阿莉达给他家做女仆，无路可走的阿莉达答应了。后来他们有了爱丽丝，再后来爱丽丝也有了孩子、孙子。小说末尾，爱丽丝独自走进了大海……

## 分析
本书的原名“Kveldsvævd”本意是在晚上折叠叶子的花，也可以引申为疲倦的人。在福瑟的语境中，也可以指在生命的黄昏得到宁静。故事仍然设定在中世纪，虽然比前两部更靠近现代。阿莉达和她母亲的关系，反映出光与暗的对立。福瑟自己的祖父母来自挪威的清教主义传统，小说在某种意义上折射了作家自己的家族史。阿莉达的母亲实际上就是清教主义的代表，排斥音乐。可是在阿莉达那里，却是爱与美的艺术。但某种意义上说，阿斯勒的作为，却又暗示了艺术中深藏的魔鬼，虽然，作者的叙述对他包含了深切同情。